# 門司サティ
門司サティ（もじサティ）は、福岡県北九州市門司区にあった株式会社マイカル（現：イオンリテール）運営の総合スーパーである。

## 概要
1968年ニチイ門司店として開業、1993年にサティに業態転換。グループの歴史的経緯と地理的ロケーションから、最後まで九州ニチイ→マイカル九州の管理下とはならず、マイカル本体によって運営された。曽根サティの閉店後は九州唯一のマイカル直営サティ店舗であった。
しかし古い門司港市街地にあったことから店舗が狭く、駐車場を十分に確保できなかったことも災いし、建物の老朽化とハローデイ門司港店開店が追い打ちをかけ、2008年8月31日に閉店した。
跡地には同じ門司区に本拠を構えるドラッグストア・サンキュードラッグが2009年1月26日から出店していたが、建替えのため2023年9月24日をもって一時閉店（併設の調剤薬局は同年8月31日閉店）となり、ニチイ時代から約55年使用された建物は解体される。2024年秋にサンキュードラッグの新店舗が新築開業する予定となっている。

## 店舗構造
- 店舗棟 地上4階

## 周辺施設
- ハローデイ門司港店（開店は2008年3月）
- 和菓子なごし本店
- ふく問屋 あたか（ふぐ料理店）